# Ингушки језик
Ингушки језик (ГІалгІай [Ğalğaj], изговор: //) је језик којим говоре Ингуши у Ингушетији (прикавкаска република у саставу Русије) и околним крајевима.
Заједно с чеченским и још неким језицима спада у североисточнокавкаске језике.
Некада се писао прилагођеним арапским писмом и латиницом, а данас се пише прилагођеном ћирилицом.
Године 2005. Ингушки језик је говорило око 415.000 људи, у Казакстану, Ингушетији, Чеченији и још неким деловима Русије.
Ингушки језик је званичан језик Ингушетије (државе у оквиру Русије)